# Рантанен, Паси
Па́си Ра́нтанен (фин. Pasi Rantanen, род. 30 октября 1969, Хельсинки, Финляндия) — финский рок-певец. С 2000 по 2007 был вокалистом финской пауэр-металической группы Thunderstone.
Кроме того, принимал участие в записи альбомов групп Stratovarius и Kotipelto и Ари Койвунена.
В 2004 году записал песню «Valkea joulu», вошедшую в сборник рождественских песен «Raskasta joulua».
В 2006 году выступал на бэк-вокале с группой Lordi на Конкурсе песни Евровидение, будучи одетым в маску Джина Симмонса из группы Kiss. Группа одержала победу на конкурсе.
В 2013 году вернулся в состав Thunderstone.

## Дискография

### Альбомы
- Stratovarius: Infinite (2001)
- Stratovarius: Intermission (2001)
- Thunderstone: Thunderstone (2002)
- Thunderstone: The Burning (2004)
- Thunderstone: Tools of Destruction (2005)
- Stratovarius: Stratovarius (2005)
- Thunderstone: Evolution 4.0 (2007)
- Kotipelto: Serenity (2007)
- Monstervision Freakshow: Welcome to Hellsinki (2007)
- Ари Койвунен: Fuel for the Fire (2007)
- Revolution Renaissance: New Era (2008)

### Сборники
- Raskasta joulua (2004)